# Schollenbrug (Amsterdam)
De Schollenbrug (brug 340) is een vaste brug in Amsterdam-Oost. De verkeersbrug is gelegen in de Weesperzijde en overspant de Ringvaart van de Watergraafsmeer bij de Amstel.

## Geschiedenis
Op deze plek, tot 1896 was ten noorden van de Watergraafsmeer en ten zuiden van Amsterdam een smalle uitstulping van de gemeente Nieuwer-Amstel gelegen op de rechter Amsteloever, hebben diverse bruggen gelegen. Voor 1900 lag er een houten brug. In 1900 kwam er een veertien meter betonnen brug van zeven meter breed in een opdracht van het toenmalige Rijkswaterstaat in een ontwerp van Ludwig Adrian Sanders. Sanders was toen verbonden aan Amsterdamsche Fabriek van Cementijzerwerken en liet een brug bouwen volgens het Moniersysteem. De aanleg werd nog middelpunt van een geschil omtrent de geleverde natuursteen., waardoor de brug pas in 1901 opgeleverd kon worden. De brug lag toen op de grens van Amsterdam en Watergraafsmeer. 
Na verloop van tijd bleek die brug het verkeersaanbod niet meer te kunnen verwerken. Aan Piet Kramer van de Publieke werken in Amsterdam werd gevraagd een brug te ontwerpen. Kramer maakte een totaal ontwerp voor brug en horecavoorzieningen (elders bouwde het winkelruimten bij bruggen). Het ontwerp van Kramer werd niet overgenomen. In juli 1932 werd de situatie pas aangepast, toen een stalen/betonnen (Verbundsträger) liggerbrug naar een ontwerp van Hendrik Petrus Berlage werd gebouwd. Die brug was 30 meter breed. Gezien deze breedte moest de uitspanning die zowel straat als brug naam gaf verdwijnen. In die tijd vormde de Weesperzijde nog een hoofdverkeersader voor richting Utrecht. Monne de Miranda kon de brug openen in juli 1933. Toen was ook de kade tussen deze brug en de verderop gelegen Berlagebrug met haar kanoverenigingen klaar. 
Midden jaren vijftig verloor die kade die functie en werd verkeersluw. Nog veel later verloor de brug bijna geheel haar functie, toen het stuk van de Weesperzijde tot aan de Mr. Treublaan alleen nog toegankelijk was voor fietsers en voetgangers. De enige auto’s die in de 21e eeuw over de brug rijden zijn brandweerauto’s. 
De brug van Berlage doet sterk denken aan de bouwstijl die Kramer hanteerde, want de brug kent een mengeling van baksteen en natuursteen. Aan de balustrades is te zien dat Berlage een andere opvatting had dan Kramer. Kramer schreef (bijna) altijd sierlijke balustrades voor, die van Berlage hier zijn haaks en hoekig.
Tramlijn 5 heeft vanaf 1904 hier haar kopeindpunt gehad bij een uitspanning met de naam Schollenbrug. Op 15 oktober 1939 werd de lijn verlengd via de Mr. Treublaan naar het dan nieuwe Amstelstation. Op 30 juli 1942 verdween de tram van de Weesperzijde en deze brug en reed vanaf dan via de Rijnstraat en Amstellaan.

## Naam
De naam van de brug was oorspronkelijk "Schulpbrug", naar de zeventiende-eeuwse herberg de Schulp. Deze stond aan de andere zijde van de brug, dus in de Watergraafsmeer (met een schulp of schelp in de gevel). 
De nabij gelegen Schollenbrugstraat en het Schollenbrugpad zijn bij een raadsbesluit van 19 juli 1933 en 22 juli 1953 vernoemd naar de brug en indirect de herberg.

## Afbeeldingen

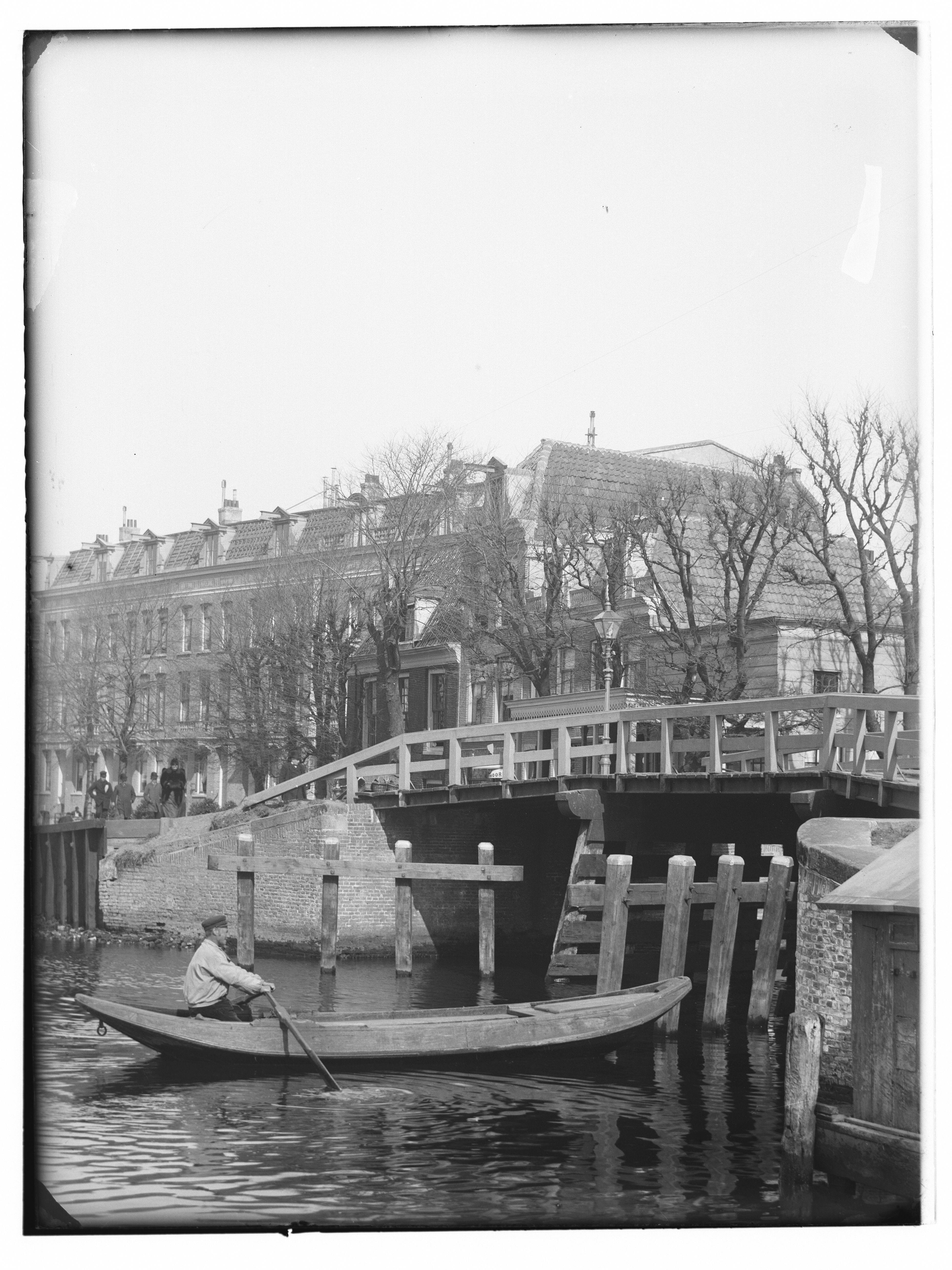
Houten brug in 1891 vastgelegd door Jacob Olie
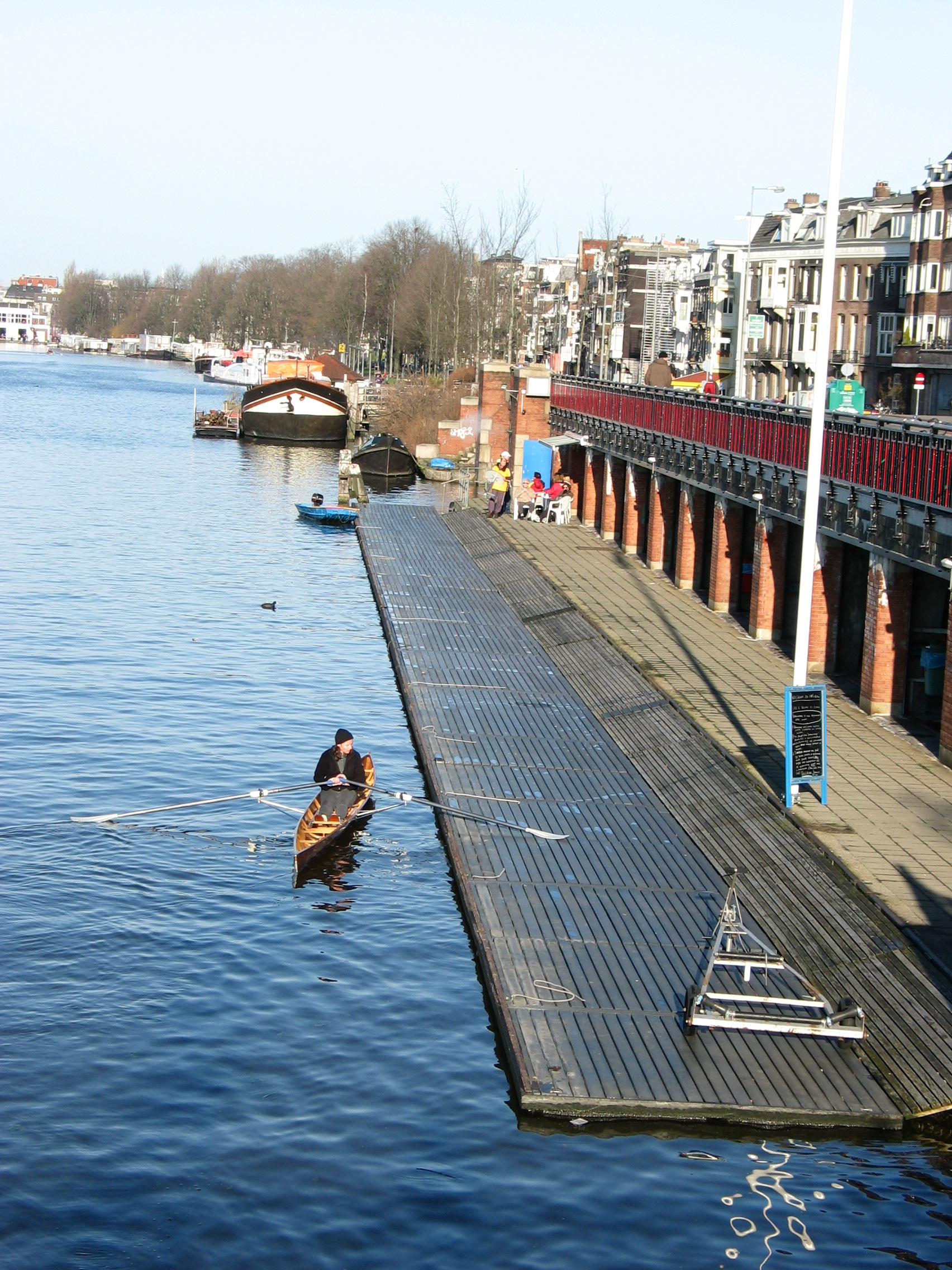
De kade tussen Berlagebrug en Schollenbrug met balustrades gelijk aan die van de Schollenbrug

<<< · 300 · 301 · 302 · 303 · 304 · 305 · 306 · 307 · 308 · 309 · 310 · 311 · 312 · 313 · 314 · 315 · 316 · 317 · 318 · 320 · 321 · 322 · 323 · 324 · 325 · 327 · 328 · 330 · 331 · 332 · 333 · 334 · 335 · 336 · 337 · 338 · 339 · 340 · 341 · 342 · 343 · 344 · 345 · 346 · 347 · 348 · 349 · 350 · 351 · 352 · 353 · 354 · 355 · 356 · 357 · 358 · 359 · 360 · 361 · 362 · 363 · 364 · 365 · 366 · 367 · 368 · 371 · 372 · 373 · 374 · 375 · 376 · 377 · 378 · 379 · 380 · 381 · 382 · 383 · 385 · 386 · 387 · 388 · 389 · 390 · 391 · 392 · 393 · 394 · 395 · 396 · 397 · 398 · 399 · >>>
Brugnummers 319, 326, 329 (tijdelijke duiker in de Ringspoordijk), 369, 370, 384 zijn niet (meer) vergeven.